# Prado (Bahia)
Prado è un comune del Brasile nello Stato di Bahia, parte della mesoregione del Sul Baiano e della microregione di Porto Seguro.